# Leo Lalonde-emlékkupa
A Leo Lalonde-emlékkupa egy díj, melyet az Ontario Hockey League-ben osztanak ki a legjobb túlkoros játékosnak. A kupát Leo Lalonde-ról nevezték el, aki a liga fő megfigyelője volt.

## A díjazottak
| Év        | Játékos            | Csapat                       |
| --------- | ------------------ | ---------------------------- |
| 2014–2015 | Joseph Blandisi    | Barrie Colts                 |
| 2013–2014 | Dane Fox           | Erie Otters                  |
| 2012–2013 | Charles Sarault    | Sarnia Sting                 |
| 2011–2012 | Andrew Agozzino    | Niagara IceDogs              |
| 2010–2011 | Jason Akeson       | Kitchener Rangers            |
| 2009–2010 | Bryan Cameron      | Barrie Colts                 |
| 2008–2009 | Justin DiBenedetto | Sarnia Sting                 |
| 2007–2008 | Michael Swift      | Niagara IceDogs              |
| 2006–2007 | Tyler Donati       | Belleville Bulls             |
| 2005–2006 | Ryan Callahan      | Guelph Storm                 |
| 2004–2005 | Andre Benoit       | Kitchener Rangers            |
| 2003–2004 | Martin St. Pierre  | Guelph Storm                 |
| 2002–2003 | Chad LaRose        | Plymouth Whalers             |
| 2001–2002 | Cory Pecker        | Erie Otters                  |
| 2000–2001 | Randy Rowe         | Belleville Bulls             |
| 1999–2000 | Dan Tessier        | Ottawa 67's                  |
| 1998–1999 | Ryan Ready         | Belleville Bulls             |
| 1997–1998 | Bujar Amidovski    | Toronto St. Michael's Majors |
| 1996–1997 | Zac Bierk          | Peterborough Petes           |
| 1995–1996 | Aaron Brand        | Sarnia Sting                 |
| 1994–1995 | Bill Bowler        | Windsor Spitfires            |
| 1993–1994 | B. J. MacPherson   | North Bay Centennials        |
| 1992–1993 | Scott Hollis       | Oshawa Generals              |
| 1991–1992 | John Spoltore      | North Bay Centennials        |
| 1990–1991 | Joey St. Aubin     | Kitchener Rangers            |
| 1989–1990 | Iain Fraser        | Oshawa Generals              |
| 1988–1989 | Stan Drulia        | Niagara Falls Thunder        |
| 1987–1988 | Len Soccio         | North Bay Centennials        |
| 1986–1987 | Mike Richard       | Toronto Marlboros            |
| 1985–1986 | Steve Guenette     | Guelph Platers               |
| 1984–1985 | Dunc MacIntyre     | Belleville Bulls             |
| 1983–1984 | Don McLaren        | Ottawa 67's                  |